# أفيليانو
أفيليانو (بالإيطالية: Avigliano)‏ هي بلدية في مقاطعة بوتنسا في إقليم بازيليكاتا الإيطالي.

## السكان
تطور النمو السكاني لـ أفيليانو